# Czeglédi Mária
Czeglédi Mária (Budapest, 1964. augusztus 25.–) magyar üvegműves, rajzfilm- és filmtrükk készítő.

## Életpályája
Szabadúszó filmes. 1989 és 2005 között a Varga Stúdió, 1982 és 1989 között a Pannónia Filmstúdió munkatársa. A Képző- és Iparművészeti Szakközépiskola üvegműves szakán érettségizett 1982-ben.
Közkedvelt rajzfilmek sora dicséri kezei munkáját, többek között a Szaffi, Vackor az első bében, a Frakk, a macskák réme, vagy a Macskafogó 2. Számos ismert mozifilmben működött közre vizuális effektek készítésével.

## Családja
Két gyermek édesanyja.

## Rajzfilmjei
- Macskafogó 2: A sátán macskája (2007)
- Duda és Pocsolya (2006)
- Angelina, a balerina – A vendégszereplés (2006)
- Angelina, a balerina – Hercegnők tánca (2005)
- Angelina, a balerina (39 epizód 2001-2005)
- Angelina, a balerina – Az előadás folytatódik (2002)
- Percy, a parkőr (2000)
- Wolves Witches and Giants (1998)
- Békavári uraság és barátai (1995)
- Do the Bartman (1989)
- Vackor az első bében (1985)
- Frakk, a macskák réme (12 epizód 1973-1984)
- Szaffi (1984)

## Filmjei
- Hat hét, hat tánc (2014 ) (digitális kompozitor)
- Kenau (2014) (digitális kompozitor)
- Still Life: A Three Pines Mystery (2013) (digitális kompozitor)
- The Right Kind of Wrong (2013) (digitális kompozitor)
- Devil's Knot (2013) (Rotoscope artist)
- Gyilkos szezon (2013) (digitális kompozitor)
- Nejem, nőm, csajom (2012) (Rotoscope artist)
- Az újságos fiú (2012) (digitális kompozitor)
- Diaz: Don't Clean Up This Blood (2012) (Rotoscope artist)
- Perzsia hercege: Az idő homokja (2010) (Rotoscope artist)
- Invictus - A legyőzhetetlen (2009) (Rotoscope artist)
- Baaria (2009) (Rotoscope artist)
- Harry Potter és a félvér herceg (2009) (Rotoscope artist)
- Halálos iram (2009) (Rotoscope artist)
- A Quantum csendje (2008) (Rotoscope artist)
- Franklyn (2008) (Rotoscope artist)
- Pokolfajzat 2: Az aranyhadsereg (2008) (Rotoscope artist)